# استان وارمی-ماسوری
استان وارمی-ماسوری (به لهستانی: Województwo warmińsko-mazurskie) یکی از استان‌های ۱۶ گانه لهستان در شمال آن واقع شده‌است و مرکز آن شهر الشتین می‌باشد

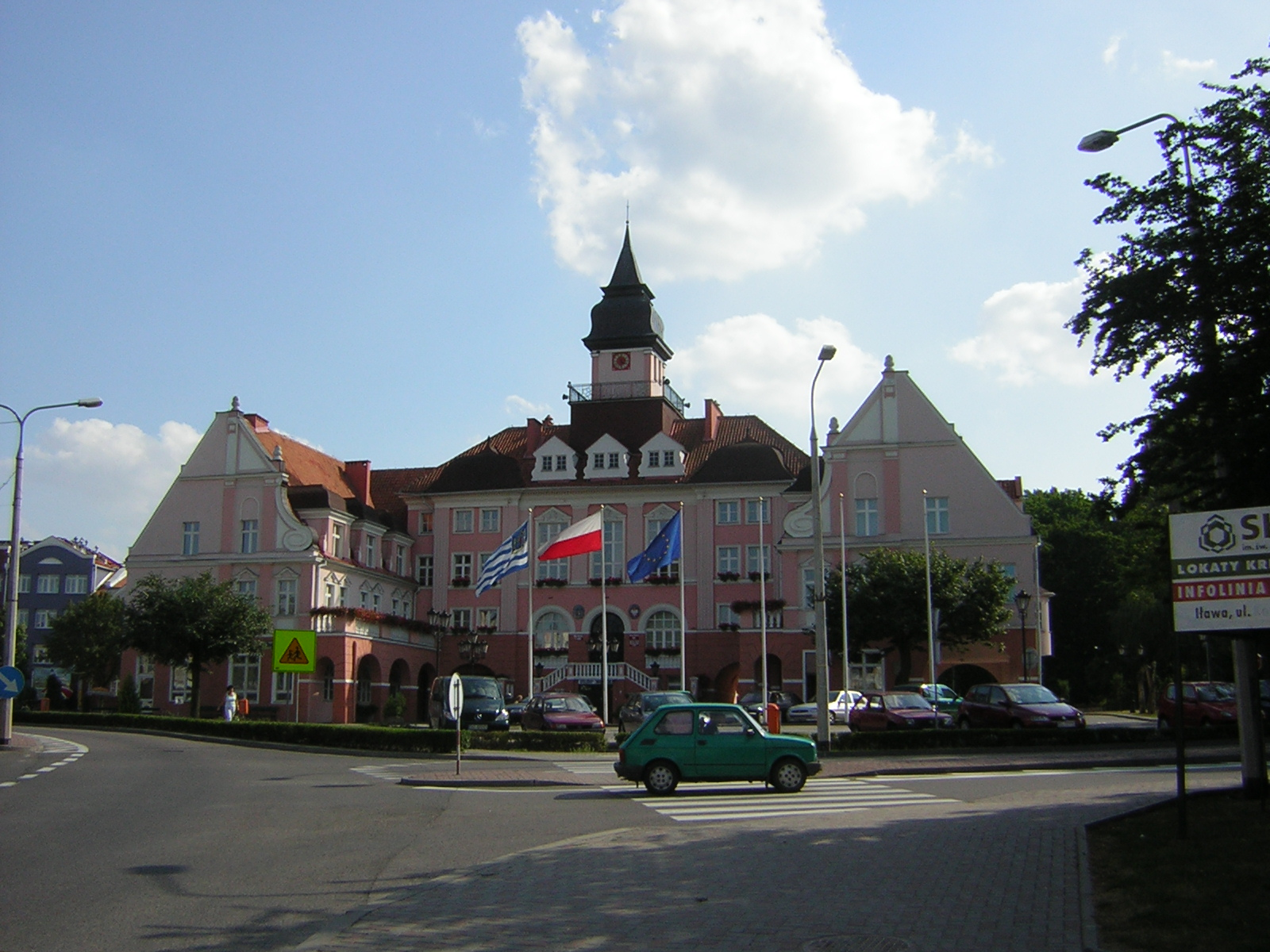